# 卡維斯山
9°40′47″S 77°14′58″W / 9.67972°S 77.24944°W

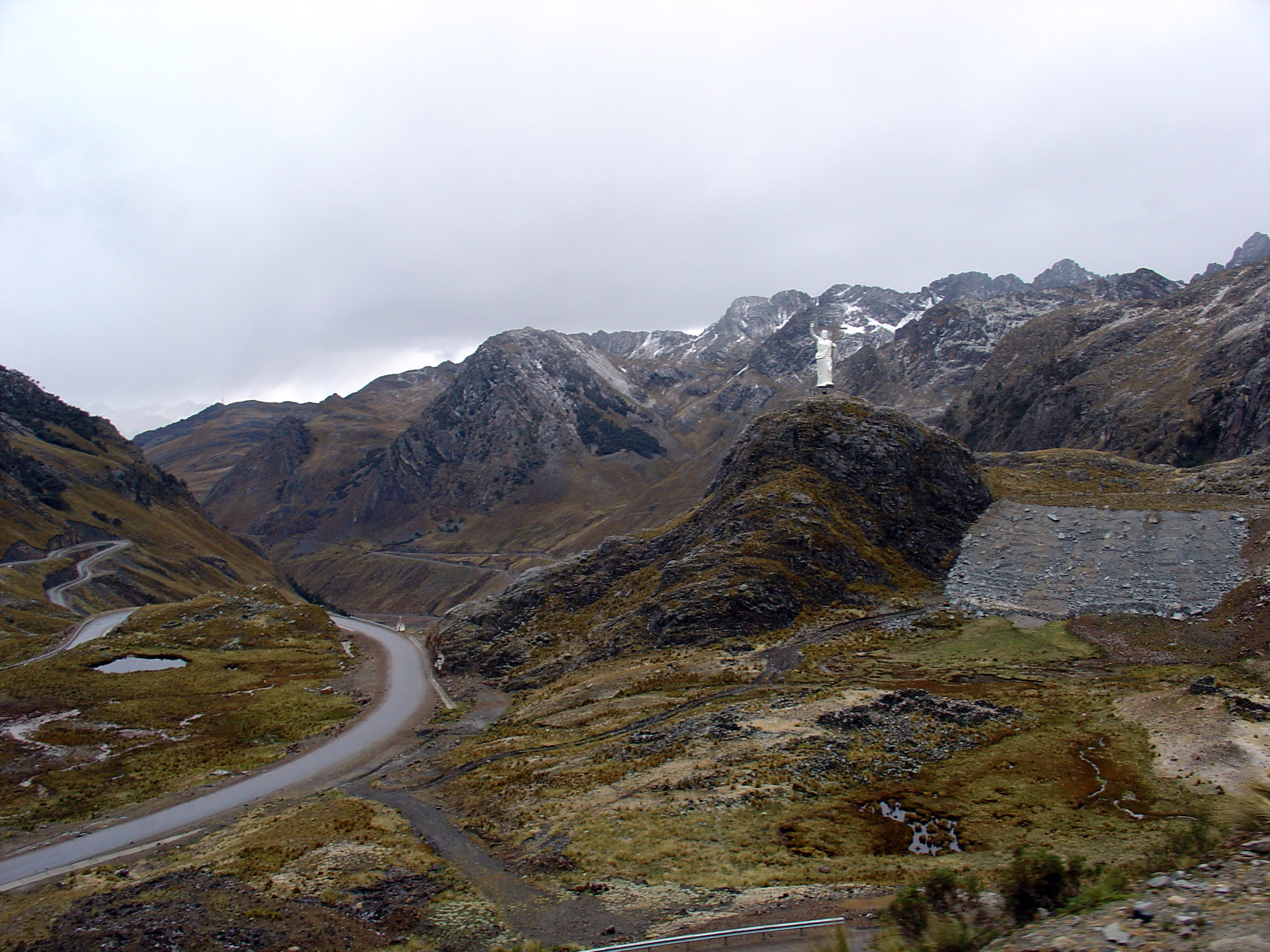

卡維斯山（Cahuish），是秘魯的山峰，位於該國北部安卡什大區，由查文德萬塔爾區和蒂卡潘帕區負責管轄，屬於布蘭卡山脈的一部分，海拔高度4,900米。